# Karl Barthel (Literaturhistoriker)
Karl Barthel (* 21. Februar 1817 in Braunschweig; † 22. März 1853 in Bad Harzburg oder Braunschweig) war ein deutscher Literaturhistoriker, Lehrer und Theologe.

## Leben und Werk
Der Sohn des Malers, Zeichners und Stechers Friedrich Barthel († 1846) und ältere Bruder des Malers Gustav Adolf Barthel besuchte seit 1835 das Collegium Carolinum in Braunschweig. Im Jahre 1836 schloss sich das Studium der Theologie und Philologie in Göttingen an. Er unterrichtete die Kinder der Brüder Grimm und war seit 1839 als Lehrer am Benderschen Institut in Weinheim und von 1842 bis 1845 in Weferlingen als Hauslehrer tätig. Bereits unheilbar an Tuberkulose erkrankt, kehrte Barthel 1845 nach Braunschweig zurück, wo er als Privatlehrer und Schriftsteller arbeitete. Er gründete einen Lesezirkel für deutsche Literatur und ein Rettungshaus für verwahrloste Kinder. Er erhielt 1853 eine Pastorenstelle in Bad Harzburg, starb aber bereits im Frühjahr des Jahres. Sein Hauptwerk ist die aus Vorlesungen entstandene  
Deutsche Nationalliteratur der Neuzeit. Mehrere Werke wurden erst nach Barthels Tod von seinem Bruder redigiert und herausgegeben.
Sein Neffe war der Theaterschauspieler Alexander Barthel.

## Schriften
- Die Deutsche Nationalliteratur der Neuzeit. Braunschweig 1850.
- Das Leben und Dichten Hartmanns von der Aue. 1854.
- Grundriß der mittelhochdeutschen Formenlehre. 1854.
- Die classische Periode der deutschen Nationallitteratur im Mittelalter. (Herausgegeben von Gottfried Joseph Gabriel Findel). 1857.